# Sho Hanai
Sho Hanai (født 10. november 1989) er en japansk fodboldspiller, som spiller for den japanske fodboldklub Giravanz Kitakyushu.